# The Carrie Diaries (Fernsehserie)
The Carrie Diaries ist eine US-amerikanische Jugendserie, die auf der gleichnamigen Buchreihe der Autorin Candace Bushnell basiert. Sie ist ein Prequel zur Fernsehserie Sex and the City, die von 1998 bis 2004 bei HBO ausgestrahlt wurde. Die Serie zeigt Carrie Bradshaw in den frühen 1980er-Jahren während ihres Highschool-Abschlussjahres und ihren Anfängen in New York als Autorin. Sie besteht aus zwei Staffeln und 26 Episoden. Die Erstausstrahlung in den USA erfolgte am 14. Januar 2013 bei The CW.

## Handlung
Vor Sex and the City war Carrie Bradshaw ein Mädchen aus der Kleinstadt, das wusste, dass es einmal mehr sein möchte. Aber bevor sie das in Angriff nehmen kann, muss sie es schaffen, ihr letztes Jahr an der Highschool zu überstehen. Bis jetzt waren Carrie und ihre Freunde immer unzertrennlich. Doch dann tritt Sebastian Kydd auf den Plan und der Betrug einer Freundin lässt sie alles in Frage stellen.

## Produktion
Im September 2011 gab der Sender The CW sein Vorhaben bekannt, die Buchreihe The Carrie Diaries von Candace Bushnell in eine Fernsehserie zu adaptieren. Die Gossip-Girl-Produzenten Josh Schwartz und Stephanie Savage werden das Projekt verwirklichen und die Sex and the City-Drehbuchautorin Amy Harris wird das Projekt kreativ unterstützen. Nachdem der Sender im Januar 2012 die Produktion einer Pilotfolge bekannt gab, gab er im Mai 2012 grünes Licht und orderte 13 Episoden für die erste Staffel.
Anfang Mai 2013 gab The CW die Produktion einer zweiten Staffel mit 13 Episoden bekannt. Die Einstellung folgte genau ein Jahr später, am 8. Mai 2014.

### Casting
Als erstes wurde die zu dem Zeitpunkt noch recht unbekannte Schauspielerin Stefania Owen als Dorrit Bradshaw, Carries rebellische kleine Schwester, gecastet. Nach monatelanger Spekulationen wurde die Hauptrolle der Carrie Bradshaw am 27. Februar 2012 an AnnaSophia Robb vergeben. Am selben Tag stießen auch Katie Findlay als Maggie Landers und Ellen Wong als Jill Thompson zum Projekt. Die männliche Hauptrolle ging Anfang März 2012 an Austin Butler. Im weiteren Verlauf des Monats wurden noch Freema Agyeman als Carries Mentorin Larissa Loughton, Brendan Dooling als Walt Reynolds, Matt Letscher als Carries und Dorrits Vater Tom Bradshaw sowie Chloe Bridges als Donna LaDonna angeworben.
Im Juli 2013 wurde Lindsey Gort für die zweite Staffel verpflichtet. Sie spielt die Rolle der Samantha Jones.

### Dreharbeiten
Die Dreharbeiten für den Serienpiloten begannen Ende März 2012 in New York City. Mit der Produktion der restlichen Episoden wurde im Sommer 2012 begonnen.

## Besetzung
| Rollenname       | Schauspieler          | Hauptrolle | Nebenrolle      | Synchronsprecher |
| ---------------- | --------------------- | ---------- | --------------- | ---------------- |
| Carrie Bradshaw  | AnnaSophia Robb       | 1.01–2.13  |                 |                  |
| Sebastian Kydd   | Austin Butler         | 1.01–2.13  |                 |                  |
| Jill Thompson    | Ellen Wong            | 1.01–2.13  |                 |                  |
| Maggie Landers   | Katie Findlay         | 1.01–2.13  |                 |                  |
| Dorrit Bradshaw  | Stefania LaVie Owen   | 1.01–2.13  |                 |                  |
| Walt Reynolds    | Brendan Dooling       | 1.01–2.13  |                 |                  |
| Donna LaDonna    | Chloe Bridges         | 1.01–2.13  |                 |                  |
| Larissa Loughlin | Freema Agyeman        | 1.01–2.13  |                 |                  |
| Tom Bradshaw     | Matt Letscher         | 1.01–2.13  |                 |                  |
| Samantha Jones   | Lindsey Gort          | 2.01–2.13  |                 |                  |
| Simon Byrnes     | Josh Salatin          |            | 1.01–2.08       |                  |
| Jen              | Whitney Vance         |            | 1.01–2.01       |                  |
| Seth             | Kyle Harris           |            | 1.02–1.07       |                  |
| George Silver    | Richard Kohnke        |            | 1.02–1.07       |                  |
| Harlan           | Scott Cohen           |            | 1.03–2.13       |                  |
| Bennet Wilcox    | Jake Robinson         |            | 1.04–2.13       |                  |
| Thomas West      | RJ Brown              |            | 1.09–2.08, 2.13 |                  |
| Miller           | Evan Crooks           |            | 1.10–2.05       |                  |
| Deb              | Nadia Dajani          |            | 1.11–2.04       |                  |
| Ginny Kydd       | Noelle Beck           |            | 1.10–2.12       |                  |
| Adam Weaver      | Chris Wood            |            | 2.04–2.13       |                  |
| Scott            | Giullian Yao Gioiello |            | 2.09–2.12       |                  |
| Pete             | Claybourne Elder      |            | 2.10–2.13       |                  |

## Ausstrahlung
Nach der Serienbestellung im Mai 2012, wurde ein Starttermin in der sogenannten Midseason genannt. So startete die Serie beim Sender The CW am 14. Januar 2013 als Lead-in für 90210. Die Pilotfolge wurde von etwas mehr als 1,6 Millionen Zuschauern gesehen, woraus ein Zielgruppen-Rating von 0,6 resultierte. Der Sender hatte sich dafür entschieden für die erste Staffel keine weiteren Episoden mehr zu bestellen, sodass das erste Staffelfinale am 8. April 2013 ausgestrahlt wurde. Die ebenfalls aus 13 Episoden bestehende zweite Staffel wurde vom 25. Oktober 2013 bis zum 31. Januar 2014 ausgestrahlt.

## Episodenliste

### Staffel 1
| Nr. (ges.) | Nr. (St.) | Deutscher Titel | Originaltitel                       | Erstausstrahlung USA | Deutschsprachige Erstausstrahlung (—) | Regie                    | Drehbuch                     | Zuschauer (USA) |
| ---------- | --------- | --------------- | ----------------------------------- | -------------------- | ------------------------------------- | ------------------------ | ---------------------------- | --------------- |
| 1          | 1         | —               | Pilot                               | 14. Jan. 2013        | —                                     | Miguel Arteta            | Amy B. Harris                | 1,61 Mio.       |
| 2          | 2         | —               | Lie With Me                         | 21. Jan. 2013        | —                                     | Alfonso Gomez-Rejon      | Amy B. Harris                | 1,27 Mio.       |
| 3          | 3         | —               | Read Before Use                     | 28. Jan. 2013        | —                                     | Daisy von Scherler Mayer | Terri Minsky                 | 1,38 Mio.       |
| 4          | 4         | —               | Fright Night                        | 4. Feb. 2013         | —                                     | Jennifer Getzinger       | Henry Alonso Myers           | 1,51 Mio.       |
| 5          | 5         | —               | Dangerous Territory                 | 11. Feb. 2013        | —                                     | Norman Buckley           | Amy B. Harris                | 1,20 Mio.       |
| 6          | 6         | —               | Endgame                             | 18. Feb. 2013        | —                                     | David Paymer             | Jessica O’Toole & Amy Rardin | 1,08 Mio.       |
| 7          | 7         | —               | Caught                              | 25. Feb. 2013        | —                                     | Nanette Burstein         | Doug Stockstill              | 1,00 Mio.       |
| 8          | 8         | —               | Hush Hush                           | 4. März 2013         | —                                     | Amy Heckerling           | Marc Halsey                  | 1,10 Mio.       |
| 9          | 9         | —               | The Great Unknown                   | 11. März 2013        | —                                     | Janice Cooke             | Amy B. Harris                | 1,03 Mio.       |
| 10         | 10        | —               | The Long and Winding Road Not Taken | 18. März 2013        | —                                     | Michael Fields           | Terri Minsky                 | 0,99 Mio.       |
| 11         | 11        | —               | Identity Crisis                     | 25. März 2013        | —                                     | Jann Turner              | Jessica O’Toole & Amy Rardin | 0,83 Mio.       |
| 12         | 12        | —               | A First Time for Everything         | 1. Apr. 2013         | —                                     | Patrick Norris           | Henry Alonso Myers           | 0,87 Mio.       |
| 13         | 13        | —               | Kiss Yesterday Goodbye              | 8. Apr. 2013         | —                                     | Andy Wolk                | Amy B. Harris                | 1,00 Mio.       |

### Staffel 2
| Nr. (ges.) | Nr. (St.) | Deutscher Titel | Originaltitel          | Erstausstrahlung USA | Deutschsprachige Erstausstrahlung (—) | Regie                    | Drehbuch                     | Zuschauer (USA) |
| ---------- | --------- | --------------- | ---------------------- | -------------------- | ------------------------------------- | ------------------------ | ---------------------------- | --------------- |
| 14         | 1         | —               | Win Some, Lose Some    | 25. Okt. 2013        | —                                     | Andy Wolk                | Amy B. Harris                | 0,84 Mio.       |
| 15         | 2         | —               | Express Yourself       | 1. Nov. 2013         | —                                     | Amy Heckerling           | Jessica O’Toole & Amy Rardin | 0,89 Mio.       |
| 16         | 3         | —               | Strings Attached       | 8. Nov. 2013         | —                                     | Daisy von Scherler Mayer | Doug Stockstill              | 0,77 Mio.       |
| 17         | 4         | —               | Borderline             | 15. Nov. 2013        | —                                     | Michael Fields           | Heney Alonso Myers           | 0,78 Mio.       |
| 18         | 5         | —               | Too Close for Comfort  | 22. Nov. 2013        | —                                     | Zetna Fuentes            | Jessica Queller              | 0,71 Mio.       |
| 19         | 6         | —               | The Safety Dance       | 6. Dez. 2013         | —                                     | David Warren             | Sascha Rothchild             | 0,90 Mio.       |
| 20         | 7         | —               | I Heard a Rumor        | 13. Dez. 2013        | —                                     | Norman Buckley           | Amy B. Harris                | 0,70 Mio.       |
| 21         | 8         | —               | The Second Time Around | 20. Dez. 2013        | —                                     | Janice Cooke             | Terri Minsky                 | 0,73 Mio.       |
| 22         | 9         | —               | Under Pressure         | 3. Jan. 2014         | —                                     | Andy Wolk                | Logan Slakter                | 0,99 Mio.       |
| 23         | 10        | —               | Date Expectations      | 10. Jan. 2014        | —                                     | Amy Heckerling           | Jessica O’Toole & Amy Rardin | 0,81 Mio.       |
| 24         | 11        | —               | Hungry Like the Wolf   | 17. Jan. 2014        | —                                     | Sarah Price              | Henry Alonso Myers           | 0,86 Mio.       |
| 25         | 12        | —               | This Is the Time       | 24. Jan. 2014        | —                                     | Jason Reilly             | Sascha Rothchild             | 0,90 Mio.       |
| 26         | 13        | —               | Run to You             | 31. Jan. 2014        | —                                     | Andrew McCarthy          | Amy B. Harris                | 0,86 Mio.       |

## Rezeption
„Neben den wenigen grundlegenden Gemeinsamkeiten zwischen der alten und der neuen Carrie, wie der Bedeutung von Freundschaft, dem Spaß am aufregenden Leben in Manhattan und der Liebe zum Schreiben, ist „The Carrie Diaries“ einfach eine Jugendserie. Das frühere Publikum von „Sex and the City“ ist sicher nicht die Zielgruppe der „Carrie Diaries“ aber vielleicht deren jüngere Schwestern und Töchter, die „The Carrie Diaries“ einfach nur als eine neue Serie über ein junges Mädchen in einer längst vergangenen Stilepoche annehmen und lieben lernen.“